# Proceso de combustión del neón
El proceso de combustión del neón es un tipo de fusión nuclear que solo ocurre en estrellas masivas (al menos 8 MSolar). La combustión del neón requiere de altas temperaturas y de densidades cerca de 1.2×109 K y 4×109 kg/m³.
A tales temperaturas la fotodesintegración se convierte en un efecto significante, algunas partículas de neón de descomponen, liberando partículas alfa así:
20Ne + γ → 16O + 4He
Estas partículas alfa pueden ser recicladas para producir magnesio-24:
20Ne + 4He → 24Mg + γ
Alternativamente:
20Ne(n,γ)21Ne(4He,n)24Mg
Lo que produce el neutrón en el segundo paso puede ser reciclado en el primero.